# Сенгамонський інтергляціал
Сангамонський інтергляціал (або Сангамонський міжльодовиковий період) — термін, який використовується в Північній Америці для позначення останнього міжльодовикового періоду (130 000—115 000 років тому) і, залежно від визначення, частини раннього останнього льодовикового періоду, що відповідає морській ізотопній стадії 5 (~130- 80 000 років тому). Хоча історично часто вважався еквівалентним за обсягом MIS 5, зараз його часто використовують у більш вузькому значенні лише для позначення останнього міжльодовикового періоду (відповідає MIS 5e та європейському Еему). Він передував Вісконсинській (Вісконсинській) стадії та слідував за Іллінойською стадією в Північній Америці.